# Lucinda Banister Chandler
Lucinda Banister Chandler (Potsdam, 1º aprile 1828 – Chicago, 9 marzo 1911) è stata una scrittrice statunitense.
Fu una dei leader del movimento per la purezza sociale, affiliata con Elizabeth Boynton Harbert.

## Vita e formazione
Lucinda Banister nacque a Potsdam, New York, il 1º aprile 1828. I suoi genitori erano Silas Banister ed Eliza Smith, entrambi nati nel New England da famiglie del luogo.
Chandler subì una lesione alla colonna vertebrale nella prima infanzia a causa di una caduta, che gli causò uno stato di invalidità e sofferenza estrema per tutta la vita. Da bambina amava i libri e lo studio, e quando a nove anni entrò all'Accademia St. Lawrence (ora Università Statale di New York a Potsdam), la sua insegnante la registrò come due anni più grande, a causa del suo rapido avanzamento negli studi e della sua maturità intellettuale. All'età di 13 anni arrivò la sua prima grande delusione, quando dovette sospendere per sempre il proprio percorso scolastico a causa del grave sviluppo della sua malattia alla colonna vertebrale. Per diversi anni le fu negata anche la semplice lettura.

## Carriera
Nell'inverno tra il 1870 e il 1871 scrisse "Motherhood, Its Power Over Human Destiny" ("Maternità: il suo potere sul destino umano"), mentre si stava riprendendo da una lunga malattia; il volume fu accolto così calorosamente a Vineland, nel New Jersey, che fu successivamente pubblicato sotto forma di opuscolo. Ciò la fece conoscere a molte intellettuali di Boston, dove nei due anni seguenti tenne riunioni nei salotto cittadini e si organizzò con un gruppo di altre donne per la promuovere una genitorialità illuminata e per il raggiungimento di un elevato e paritario standard di purezza per entrambi i sessi. Nacque così la Società di Educazione Morale di Boston.
Società simili furono formate a New York City, Filadelfia e Washington, DC, grazie agli sforzi di Chandler e con la collaborazione di altre intellettuali di spicco. Si trattò del primo lavoro negli Stati Uniti sugli standard educativi per l’elevazione e la purezza delle relazioni tra uomini e donne, sia all’interno che all’esterno del matrimonio. In seguito pubblicò i saggi "A Mother's Aid", "Children's Rights" e "The Divineness of Marriage", con i quali contribuì alla creazione di una letteratura utile all'emergere di problematiche che in seguito furono ampiamente discusse nella società americana.
Durante uno dei lunghi periodi di prostrazione e reclusione nella sua stanza a cui fu soggetta, la Chandler iniziò a studiare i principi di economia politica per intrattenersi e contribuire al proprio recupero psicofisico. Dopo essersi ripresa, scrisse ampiamente in merito a una riforma finanziaria, sulla questione fondiaria e sui problemi industriali. A Chicago nel 1880, fu fondata la Margaret Fuller Society, per promuovere anche presso le donne questi argomenti e introdurle ai principi dell'americanismo.
Sostenitrice per tutta la vita del principio dell'astinenza totale dall'alcool, la Chandler fu vicepresidentessa della Woman's Christian Temperance Alliance dell'Illinois . Fu anche la prima presidentessa della Chicago Moral Educational Society, fondata nel 1882. La Chandler fu una sostenitrice del socialismo cristiano e credeva fermamente nel trionfo finale dell'idea cristiana della fratellanza umana come principio pratico e di controllo nei sistemi commerciali e industriali.

## Vita privata
All'età di 20 anni sposò John H. Chandler, carpentiere e falegname di Potsdam. Il marito fu anche un insegnante di musica. La coppia ebbe un unico figlio,John Nelson, che annegò all'età di quattro anni. Il suo matrimonio con John Chandler fu felice, e il supporto del marito permise alla Chandler di interessarsi a tematiche pubbliche durante l'età adulta. Morì nel 1911.

## Opere
- Motherhood, Its Power Over Human Destiny
- A Mother's Aid
- Children's Rights
- Divineness of Marriage
- Liberty and the Ballot for Women